# Cupressus guadalupensis
El ciprés de Guadalupe (Cupressus guadalupensis) es una especie arbórea de la familia de las cupresáceas. Es endémica de la isla Guadalupe, en el Pacífico frente a la costa de Baja California, México. Puede medir hasta 20 metros de alto. Tiene hojas en forma de escamas. Se considera en Peligro de Extinción en México por la Norma Oficial Mexicana 059 de SEMARNAT y Amenazada a nivel mundial por la lista roja de la UICN.

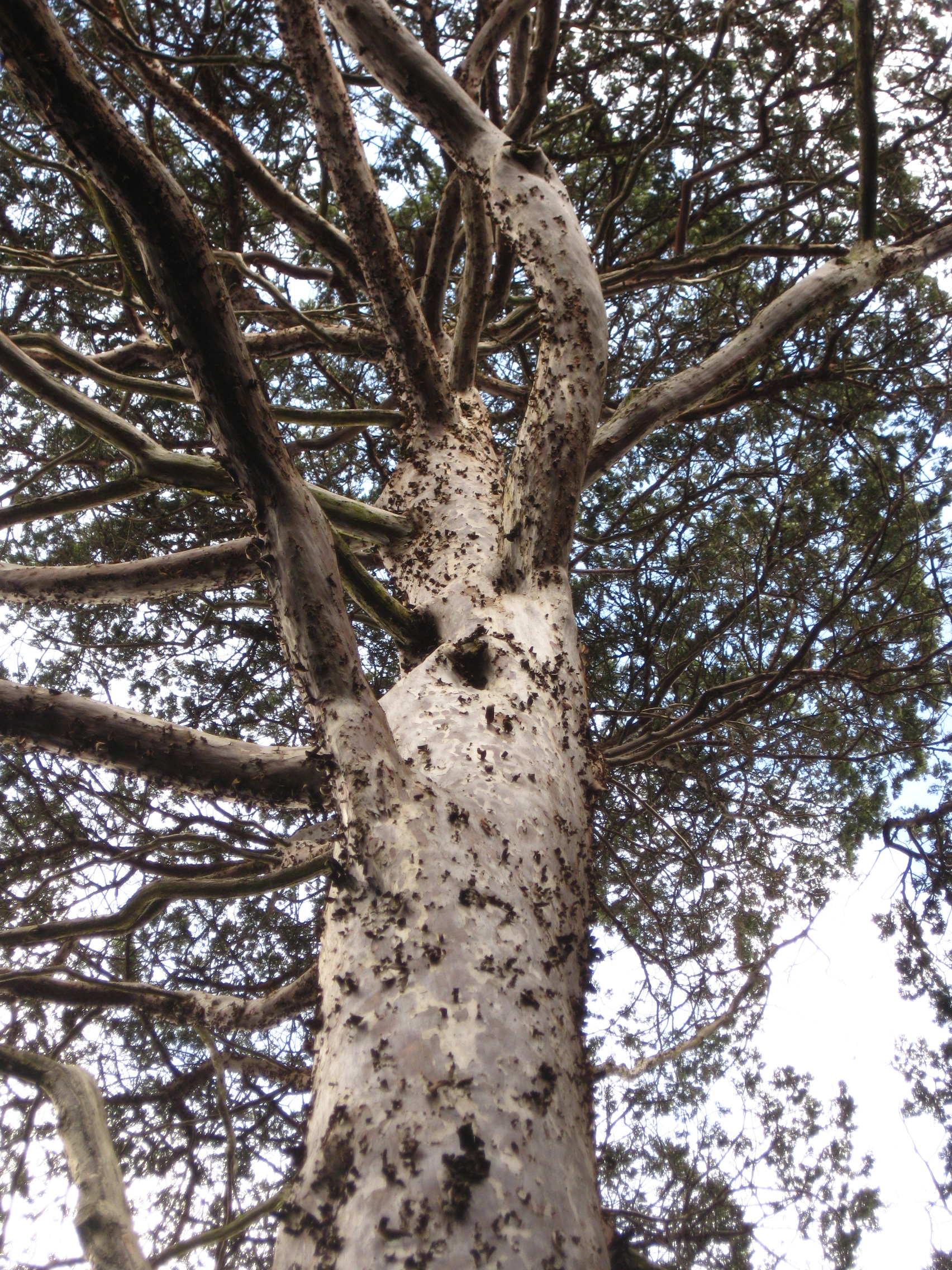
Tronco

## Hábitat
Es un árbol de hoja perenne con una corona entre cónica y ovoide-cónica, de tamaño variable, con árboles maduros que llegan a los 10-20 m de alto. El follaje crece en densos racimos, de color verde oscuro a verde grisáceo. Las hojas son escamosas, de 2-5 mm de largo, y se producen en racimos redondeados, no aplanados. El estróbilo es de globoso a oblongo, 12-35 mm de largo, con 6 a 10 escamas, al principio de color verde y luego madurando hasta el marrón grisáceo alrededor de 20-24 meses después de la polinización. Los conos permanecen cerrados durante muchos años, abriéndose sólo después de que el árbol padre perezca en un incendio forestal, permitiendo entonces a las semillas colonizar el terreno desnudo expuesto por el fuego. Los conos masculinos tienen 3-5 mm de largo, y liberan polen en febrero-marzo. Cupressus guadalupensis ha sido previamente considerada como sinónimo de Cupressus forbesii, que había sido incluida como una variedad de C. guadalupensis en el pasado. Análisis recientes, sin embargo, han ubicado C. forbesii como una especie separada, aunque estrechamente relacionada.

## Taxonomía
Cupressus guadalupensis fue descrita por Sereno Watson y publicado en Proceedings of the American Academy of Arts and Sciences 14: 300. 1879.
Etimología
Cupressus es el nombre latino del ciprés que de acuerdo con algunos autores proviene de "Cyprus" (Chipre), de donde es nativo y crece silvestre. 
guadalupensis: epíteto geográfico que alude a su localización en isla Guadalupe.
Sinonimia
- Callitropsis guadalupensis (S.Watson) D.P.Little
- Cupressus macrocarpa var. guadalupensis (S.Watson) Mast.
- Hesperocyparis guadalupensis (S.Watson) Bartel
- Neocupressus guadalupensis (S.Watson) de Laub.[4][5]

subsp. forbesii (Jeps.) R.M.Beauch.
- Callitropsis forbesii (Jeps.) D.P.Little
- Cupressus forbesii Jeps.
- Cupressus guadalupensis var. forbesii (Jeps.) Little
- Hesperocyparis forbesii (Jeps.) Bartel